# Franz Beyer (politik)
Franz Beyer (21. listopadu 1857 Linec – 9. srpna 1925 Linec) byl rakouský politik, na počátku 20. století poslanec Říšské rady, v poválečném období poslanec rakouské Národní rady.

## Biografie
Vychodil národní školu, reálnou školu a vystudoval obchodní akademii. Působil jako obchodník. Angažoval se politice jako člen německých politických stran. V letech 1890–1919 byl členem obecní rady v Linci a v letech 1907–1913 zastával i funkci prvního náměstka starosty Lince.
Na počátku 20. století se zapojil i do celostátní politiky. Krátce po volbách do Říšské rady roku 1911 získal v doplňovací volbě 28. října 1911 místo zesnulého poslance Reiningera mandát v Říšské radě (celostátní zákonodárný sbor) za obvod Horní Rakousy 1. Slib složil 6. listopadu 1911. Usedl do poslanecké frakce Německý národní svaz, do které se sloučily německé konzervativně-liberální a nacionální politické proudy. Ve vídeňském parlamentu setrval až do zániku monarchie. K roku 1911 se profesně uvádí jako náměstek starosty a obchodník.
V letech 1918–1919 zasedal jako poslanec Provizorního národního shromáždění Německého Rakouska (Provisorische Nationalversammlung), nyní za Německou nacionální stranu (DnP).